# Giulietta e Romeo
Giulietta e Romeo (Engels: Romeo and Juliet) is een Italiaans-Britse dramafilm uit 1954 onder regie van Renato Castellani. Het scenario is gebaseerd op het gelijknamige treurspel van Britse auteur William Shakespeare. Castellani won met deze film de Gouden Leeuw op het Filmfestival van Venetië.

## Verhaal
In Verona worden Romeo en Julia verliefd op elkaar. Omdat hun families in onmin leven, kunnen ze hun liefde niet uitdragen. Uiteindelijk plegen ze allebei zelfmoord.

## Rolverdeling
| Acteur          | Personage       |
| --------------- | --------------- |
| Laurence Harvey | Romeo           |
| Susan Shentall  | Julia           |
| Flora Robson    | Min             |
| Norman Wooland  | Paris           |
| Mervyn Johns    | Broeder Laurens |
| John Gielgud    | Koor            |
| Bill Travers    | Benvolio        |
| Sebastian Cabot | Capulet         |
| Lydia Sherwood  | Lady Capulet    |
| Ubaldo Zollo    | Mercutio        |